# Futur en français
Le français a plusieurs formes de futur, toutes à l'indicatif.

## Futur simple
Le futur simple a évolué de formes personnelles analytiques à des formes synthétiques. Les désinences proviennent des formes de l’indicatif présent du verbe latin habere « avoir » et sont ajoutées à la forme d’infinitif présent inchangée ou déformée au cours de l’évolution, c’est pourquoi devant elles il y a toujours un r. Il est surtout utilisé avec une valeur absolue, exprimant un procès futur plus ou moins éloigné du moment de la parole : Dans cinquante ans, quel sera l’état de notre planète ? Il peut aussi remplacer l’impératif présent : Vous prendrez ce médicament deux fois par jour pendant une semaine.
Cette forme est également utilisée en tant que futur historique : Pendant plusieurs décennies, Louis XIV sera le monarque le plus puissant du monde.

## Futur antérieur
Le futur antérieur se forme avec l’un des deux verbes auxiliaires au futur simple. La plupart des verbes actifs reçoivent l’auxiliaire avoir, et tous les verbes pronominaux, ceux mis à la diathèse passive, ainsi que certains verbes actifs transitifs indirects – l’auxiliaire être, le verbe à sens lexical étant au participe passé. Dans le cas de l’auxiliaire être, le participe s’accorde toujours en genre et en nombre avec le sujet, du moins à l’écrit. Dans certains cas, il s’accorde aussi lorsque l’auxiliaire est avoir, non pas avec le sujet, mais avec le complément d'objet direct. C’est un temps relatif. Exemples :
- en rapport avec un verbe au futur simple : Quand j’aurai fini ce travail, je sortirai ;
- en rapport avec un verbe à l’impératif : Quand tu auras lu le journal, passe-le-moi ;
- par rapport à un moment exprimé par un complément (en impliquant l’aspect perfectif et la valeur pragmatique de certitude) : Dans un mois, Marie aura accouché d’une petite fille.

Cette forme peut aussi exprimer une présomption au sujet d’un procès : Paul n’est pas encore arrivé ; il aura oublié notre rendez-vous.
Le futur simple dans le passé n’a pas de forme spécifique mais celle du conditionnel présent. C’est une forme synthétique aussi, ayant le même thème que le futur simple et les désinences de l’indicatif imparfait. Il est obligatoirement utilisé au lieu du futur simple dans la plupart des cas où on exprime un procès postérieur à celui d’un verbe à une forme passée : On a annoncé que les élections législatives auraient lieu le 15 mai.
Le futur antérieur dans le passé a la forme du conditionnel passé et la valeur du futur antérieur, mais en rapport avec le futur simple dans le passé : On a annoncé que les deux présidents recevraient les journalistes après qu’ils auraient signé l’accord de coopération entre leurs deux pays.

## Futur proche
Le futur proche est le plus souvent exprimé par une périphrase avec le verbe semi-auxiliaire aller et l’infinitif présent du verbe à sens lexical. C’est un temps absolu : Attention, tu vas tomber ! Il est également utilisé avec une valeur d’impératif : Vous allez tous prendre vos affaires et vous allez sortir sans faire de bruit.
Avec aller à l’indicatif imparfait on exprime un procès postérieur proche d’un moment du passé : Au moment où j’allais sortir, j’ai constaté que j’avais oublié mon portefeuille.
Au passif, c’est le verbe être qui est conjugué comme à la diathèse active : La loi sera / va être / aura été votée par les députés.